# Lugovaia Proleika
Lugovaia Proleika (en rus: Луговая Пролейка) és un poble de l'óblast de Volgograd, a Rússia, segons el cens del 2012 tenia 1.013 habitants.